# رسالة ثانية إلى أمريكا
رسالة ثانية إلى أمريكا عبارة عن مقطع قطع رأس غير مسجل تاريخه, يصور المقطع وفاة ستيفن سوتلوف, نٌشر من قبل تنظيم داعش قسم الفرقان للانتاج الإعلامي.

## الملخص
في 2014 سمبتمبر 2, اكتشفت مجموعة سايت للاستخبارات المقطع تحت ما اسموه "موقع مشاركة الملف" وأصدروه على المشتركين معهم.